# Cluster NAOS
Le cluster NAOS (pour Nouvelle-Aquitaine Open Source) est un pôle de compétences régional en logiciel et technologies libres. Créé en 2009 sous le nom de Pôle Aquinetic, il a changé son nom en 2020 pour acter l'extension de son périmètre d'intervention depuis l'ancienne région Aquitaine à l'ensemble de la Nouvelle-Aquitaine. Son objectif est de promouvoir le développement d'une filière économique des technologies libres sur le territoire de la Nouvelle-Aquitaine. Le cluster NAOS est membre du Conseil national du logiciel libre (CNLL) et partenaire des pôles de compétitivité mondiaux Aerospace Valley et Systematic Paris-Region.

## L'association
Créée en janvier 2009, à la suite des Rencontres Mondiales du Logiciel Libre 2008 à Mont-de-Marsan, l'association est mise en place pour aider les porteurs de projets qui souhaitent développer leurs activités innovantes en technologies libres, et selon une méthodologie d'innovation ouverte. Le but de l'association est de suivre le développement d'un projet jusqu'à la création d'entreprise.
Le cluster NAOS est présent dans cinq villes de Nouvelle-Aquitaine :
Mont-de-Marsan,,
Pessac,
La Rochelle,
Poitiers et
Pau.
L'association est présidée par François Pellegrini[source insuffisante] et David Joulin. Elle est notamment soutenue par le Conseil régional de Nouvelle-Aquitaine[source insuffisante].

## Missions du pôle
L'organisation fonctionnelle et les missions du pôle sont calquées sur celles des pôles de compétitivité. Le pôle accompagne les porteurs de projets à vocation entrepreneuriale vers la création et/ou l'installation d'entreprises sur le territoire régional. Il accompagne la filière à l’international et contribue à l'organisation d'événements pour celle-ci.
Sur les territoires variés qu'elle couvre (urbains, rurbains et ruraux), l'association a pour mission de participer à l'émergence d'écosystèmes locaux et de valoriser les structures et les projets issus des territoires dits isolés[source secondaire souhaitée].
Le cluster NAOS participe également à des actions de promotion du logiciel libre au niveau national, telles que sa participation à la délivrance des labels Territoires numériques libres.

## La Banquiz, accélérateur de start-ups du libre
Afin de systématiser l'aide qu'il apporte aux porteurs de projets, le cluster NAOS a mis en place le programme La Banquiz d'accélérateur de start-ups axées sur les technologies matérielles et logicielles libres. Sa première mise en œuvre, construite par le Pôle Aquinetic en partenariat avec la technopole Unitec Bordeaux, a été ouverte à Pessac le 12 décembre 2014. 
Une deuxième Banquiz a été ouverte à la technopole Hélioparc de Pau le 7 avril 2017. Une troisième a été ouverte à La Rochelle, puis une quatrième sur le site du Futuroscope à Poitiers et enfin une cinquième à Mont-de-Marsan.
Les promotions de projets entrepreneuriaux, initialement locales à chaque site, sont maintenant régionalisées sur l'ensemble du périmètre de la Nouvelle-Aquitaine.

## Salon B-Boost
Afin de permettre aux entreprises de la filière libre de rencontrer leurs clients potentiels, le Cluster NAOS a créé en novembre 2018, à Bordeaux, le salon professionnel B-Boost (pour Bordeaux Business Opportunities with Open-Source Technologies). Cette première édition a permis de rassembler plus de 800 personnes autour du salon professionnel, de rendez-vous commerciaux B-to-B et de conférences techniques et grand public.
En octobre 2021, après plusieurs reports dus aux vagues successives de la covid-19, la deuxième édition du B-Boost s'est tenue à l'Espace Encan de La Rochelle.

## Projets
Parmi les projets :

### Alliage, un projet à destination des seniors
Le projet Alliage, porté par le pôle Aquinetic à l'origine, vise à favoriser le maintien à domicile des seniors grâce à un environnement domotique dont l'interface principale est une tablette numérique. La solution technique, co-construite avec ses usagers, a été déployée dès 2013 sur plusieurs territoires d'Aquitaine et a été testée par une cinquantaine de seniors,.

### Ampool, un véhicule libre
Le projet Ampool (ex "Open-Source Vehicle Aquitaine"), porté par le pôle Aquinetic à l'origine, s'est attaché à développer un écosystème d'acteurs (entreprises, établissements d'enseignement supérieur, laboratoires de recherche, etc.) autour de la déclinaison locale du projet Open Source Vehicle développé en Italie,.
Avec ce projet, le Pôle Aquinetic rejoint la Fabrique des Mobilités, le premier accélérateur européen dédié à l'écosystème des acteurs du transport et des mobilités[source secondaire souhaitée].

## Publications du cluster NAOS / Pôle Aquinetic
- Fondamentaux juridiques - Collaboration industrielle et innovation ouverte (Patrick Moreau, Camille Moulin, Jeremy Pappalardo et François Pellegrini, préface de Stéfane Fermigier), in Les livrets bleus du Logiciel libre, Pôle Aquinetic et GTLL Systematic Paris-Region, juin 2016 [PDF] .
- Modèles libres et agriculture (David Joulin, ... préface de Hervé Pillaud), in Collection B-BOOST, Pôle Aquinetic, Ekylibre, La Ferme Digitale, 2018 [PDF]
- Modèles libres et cancérologie (préface de Françoise Jeanson), in Collection B-BOOST, Pôle Aquinetic, Epidemium, 2018 [PDF]